# 7470 Jabberwock
7470 Jabberwock è un asteroide della fascia principale. Scoperto nel 1991, presenta un'orbita caratterizzata da un semiasse maggiore pari a 2,2884043 au e da un'eccentricità di 0,0664353, inclinata di 7,78160° rispetto all'eclittica.
L'asteroide è dedicato all'omonima creatura fantastica al centro della poesia nonsense Jabberwocky.